# Niezdrowice
Niezdrowice (dodatkowa nazwa w j. niem. Niesdrowitz) – wieś w Polsce położona w województwie opolskim, w powiecie strzeleckim, w gminie Ujazd. Siedziba sołectwa Niezdrowice. 
W latach 1975–1998 wieś administracyjnie należała do ówczesnego województwa opolskiego i po ponownym utworzeniu województwa opolskiego (1 stycznia 1999 r.).
Teren osadniczy wsi tworzy zespół zabudowy mieszkaniowej, rozciągnięty po obu stronach drogi powiatowej, która prowadzi z Ujazdu do Rudzińca w województwie śląskim.
Dawniej samodzielna gmina jednostkowa, 1 grudnia 1945 włączona do miasta Ujazdu. 30 czerwca 1963 część obrębu katastralnego Niezdrowice (parcele 2–5, 66/6 i 67/1 z karty mapy nr 5) wyłączono z Ujazdu i włączone do gromady Rudziniec w powiecie gliwickim w województwie katowickim. Według spisu jednostek administracyjnych powiatu strzeleckiego z czerwca 1971 roku Niezdrowice nadal stanowią część miasta Ujazdu. W spisie jednostek utworzonej 1 stycznia 1973 gminy Ujazd, Niezdrowice wymieniono są jako jedno z jej 9 sołectw. 1 grudnia 1983 część Niezdrowic (80,80 ha) włączono z powrotem do Ujazdu.

## Opis
We wsi znajduje się m.in. przedszkole publiczne, Wiejski Dom Kultury, wcześniej w budynku zlokalizowana była szkoła podstawowa, nieużytkowana od czasu pożaru, obiekt wyremontowano w 2006 r., straż pożarna powstała w 1925 r. We wsi funkcjonuje Ludowy Zespół Sportowy Naprzód Ujazd-Niezdrowice powstały w 1950 r. Przez południowy obszar wsi, w obrębie kompleksu leśnego przebiega linia kolejowa PKP relacji Kędzierzyn-Koźle (12 km) – Gliwice (28 km). Na trasie tej linii najbliższe stacje kolejowe to: Sławięcice (3 km) i Rudziniec Gliwicki (3 km). Obszar gminy przecina sieć ścieżek rowerowych: czerwona, czarna i żółta.

## Nazwa
Nazwa wywodzi się od polskiej nazwy zdrowie, a konkretnie jego braku. W księdze łacińskiej Liber fundationis episcopatus Vratislaviensis (pol. Księga uposażeń biskupstwa wrocławskiego) spisanej za czasów biskupa Henryka z Wierzbna w latach 1295–1305 miejscowość wymieniona jest w zlatynizowanej formie Nessdrovick oraz Ssessdrovick. Niemiecka nazwa Niesdrowitz jest zgermanizowaną nazwą pierwotnej polskiej nazwy. 
W alfabetycznym spisie miejscowości na terenie Śląska wydanym w 1830 roku we Wrocławiu przez Johanna Knie wieś występuje pod polską nazwą Niezdrowic oraz zgermanizowaną - Niesdrowitz. W okresie hitlerowskiego reżimu w latach 1936–1945 nazistowska administracja III Rzeszy zmieniła zgermanizowaną nazwę na nową, całkowicie niemiecką - Neubrücken.

## Plebiscyt i powstanie
W 1910 roku 769 mieszkańców mówiło w języku polskim, 9 w językach polskim i niemieckim, natomiast 11 osób posługiwało się jedynie językiem niemieckim. W wyborach komunalnych w listopadzie 1919 roku nie wystawiono tu listy polskiej. Podczas plebiscytu we wsi uprawnionych do głosowania było 478 mieszkańców (w tym 51 emigrantów). Za Polską głosowało 370 osób, za Niemcami 101 osób. W lutym 1921 r. założono tu oddział Towarzystwa Gimnastycznego „Sokół”.
W Niezdrowicach toczyły się walki w ramach III powstania śląskiego. 4-5 czerwca miejscowość kilkukrotnie przechodziła z rąk do rąk, by ostatecznie zajęły ją oddziały niemieckie. 7-8 czerwca, w ostatnich dniach powstania, miał miejsce kontratak polskich jednostek. Walki zostały zakończone poprzez wkroczenie wojsk francuskich, które poszerzyły strefę neutralną między wojskami polskimi i niemieckimi.
| SIMC    | Nazwa     | Rodzaj    |
| ------- | --------- | --------- |
| 0504367 | Wydzierów | część wsi |

## Zabytki
Do wojewódzkiego rejestru zabytków wpisany jest:
- cmentarz żydowski, z poł. XIX w., pozostałości.

Inne zabytki:
- zabytkowa kapliczka, a przy niej figura sakralna

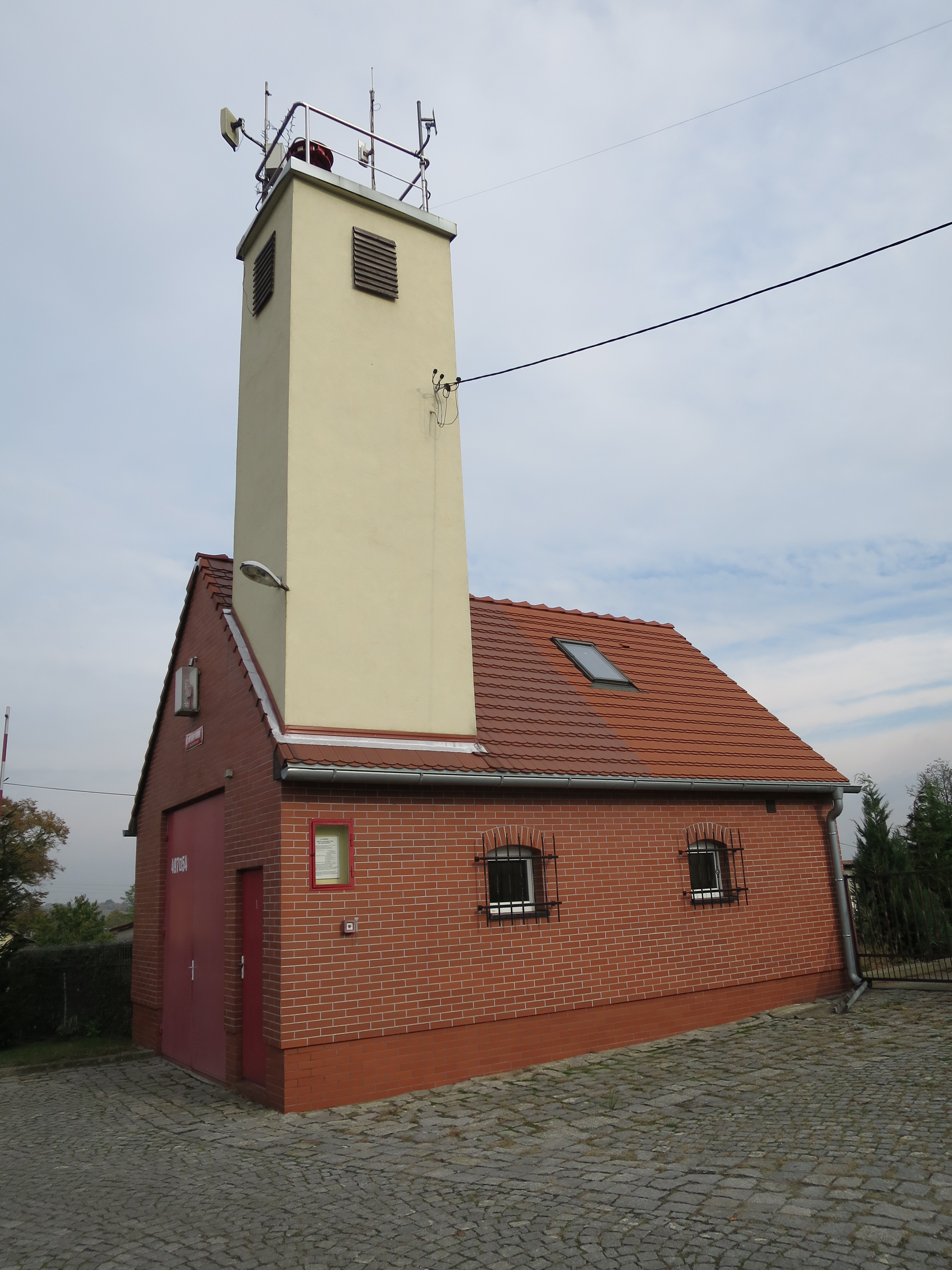
OSP
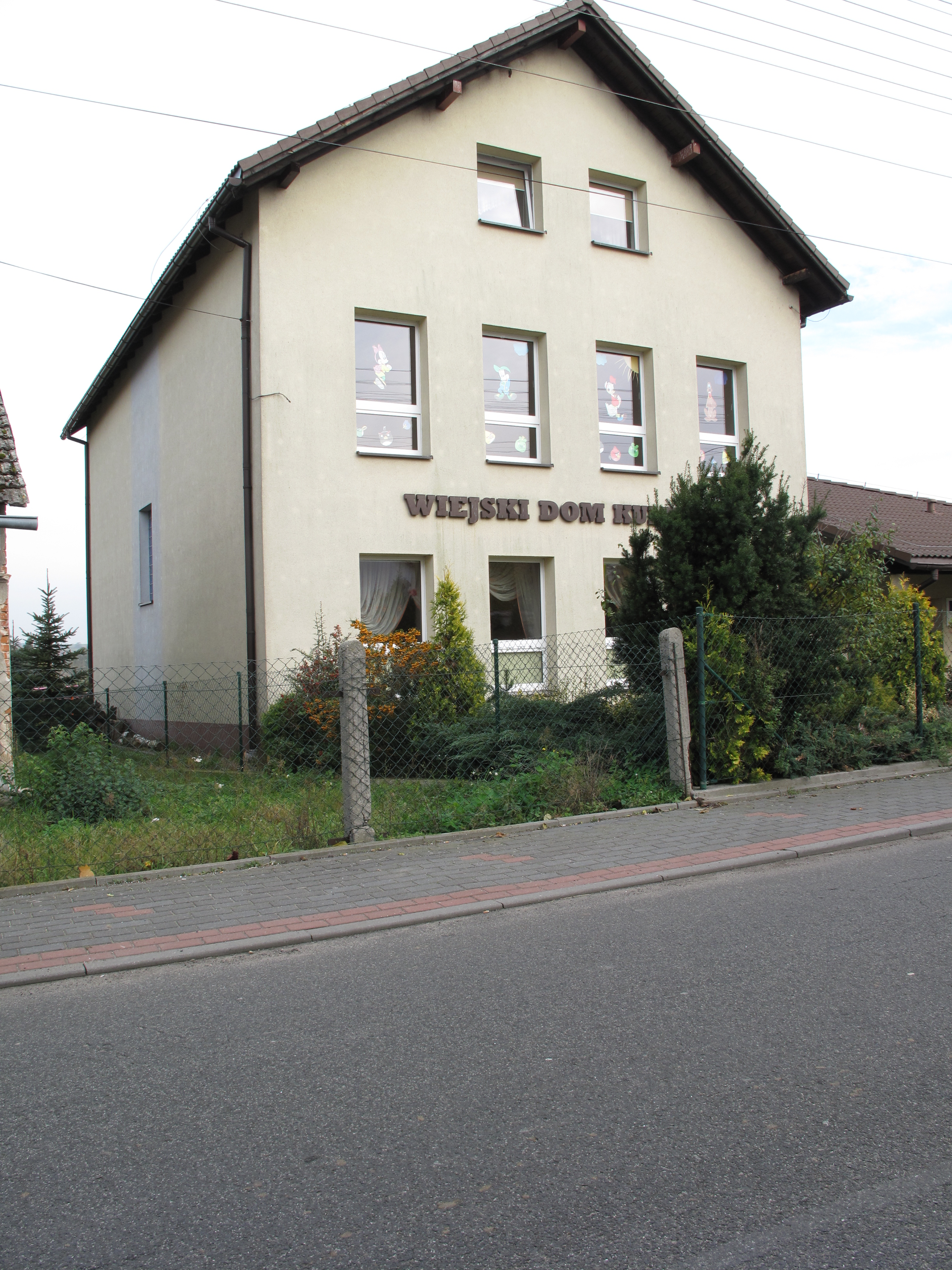
Wiejski dom
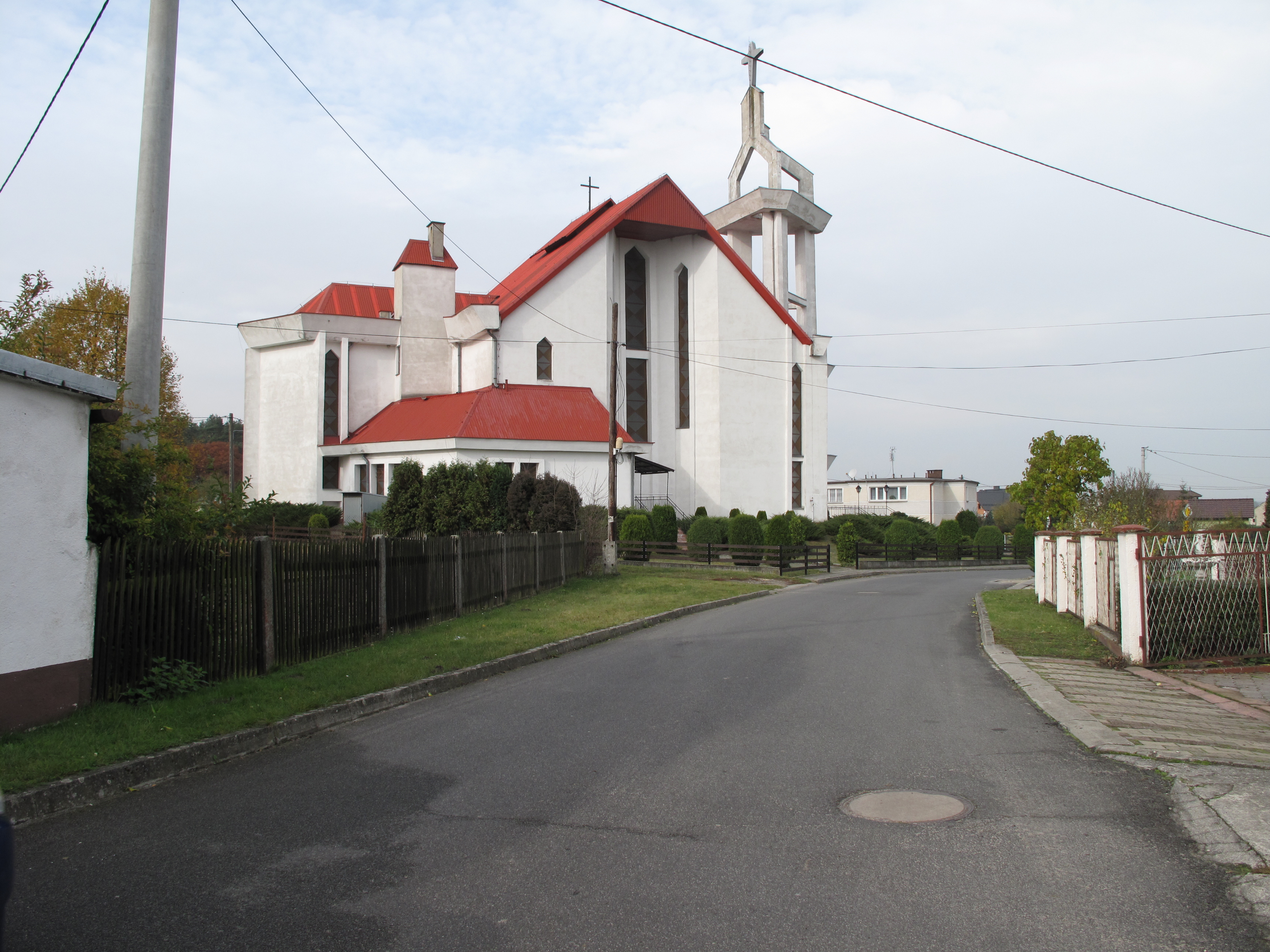
Kościół